# Lijst van rijksmonumenten in Hulst (plaats)
De vestingstad Hulst telt 68 inschrijvingen in het rijksmonumentenregister. Hieronder een overzicht.
| Object | Oorspronkelijke functie?  | Bouwjaar                                           | Architect      | Locatie                        | Coördinaten?                 | Nr.?   | Afbeelding |
| --- | ------------------------- | -------------------------------------------------- | -------------- | ------------------------------ | ---------------------------- | ------ | --- |
| Keldermans- of Bolwerkpoort | Fort, vesting en -onderdl | 1506                                               |                | Bolwerkspoort                  | 51° 16' 59" NB, 4° 2' 58" OL | 22733  | Meer afbeeldingen |
| Bagijne- of Graauwsche Poort | Fort, vesting en -onderdl | 1705                                               |                | Bagijnepoort                   | 51° 16' 55" NB, 4° 3' 26" OL | 22734  | Meer afbeeldingen |
| Dubbele Poort | Fort, vesting en -onderdl | 1771 (jaartalsteen)                                |                | Dubbele poort                  | 51° 17' 0" NB, 4° 3' 4" OL   | 22735  | Meer afbeeldingen |
| Gentse Poort | Fort, vesting en -onderdl |                                                    |                | Gentsepoort                    | 51° 16' 42" NB, 4° 3' 5" OL  | 22736  | Meer afbeeldingen |
| De Stadsmolen | Industrie- en poldermolen | 1792                                               |                | Molenbolwerk                   | 51° 17' 1" NB, 4° 3' 11" OL  | 22737  | Meer afbeeldingen |
| De Lieve | Woonhuis                  |                                                    |                | Broodmarkt 8                   | 51° 16' 55" NB, 4° 3' 13" OL | 22738  | De Lieve |
| Pand onder zadeldak met eenvoudige gepleisterde dwarsgevel aan de straatzijde                                                                                  | Woonhuis                  | 18e-19e eeuw                                       |                | Gentsestraat 1                 | 51° 16' 47" NB, 4° 3' 11" OL | 22739  | Meer afbeeldingen |
| Fors dubbelbeukig pand | Woonhuis                  | 18e eeuw                                           |                | Gentsestraat 3                 | 51° 16' 47" NB, 4° 3' 10" OL | 22740  | Meer afbeeldingen |
| Pand met gepleisterde gevel, voorzien van een lijst met tanding en modillons                                                                                   | Woonhuis                  |                                                    |                | Gentsestraat 21                | 51° 16' 45" NB, 4° 3' 6" OL  | 22741  | Meer afbeeldingen |
| Pand met eenvoudige gepleisterde lijstgevel | Woonhuis                  |                                                    |                | Gentsestraat 6                 | 51° 16' 47" NB, 4° 3' 10" OL | 22742  | Meer afbeeldingen |
| Pand met gepleisterde rechte gevel | Woonhuis                  |                                                    |                | Gentsestraat 10                | 51° 16' 47" NB, 4° 3' 10" OL | 22743  | Meer afbeeldingen |
| Pand met gepleisterde rechte gevel, voorzien van een muuranker                                                                                                 | Woonhuis                  |                                                    |                | Gentsestraat 12                | 51° 16' 47" NB, 4° 3' 9" OL  | 22744  | Meer afbeeldingen |
| Pand met gepleisterde rechte gevel, voorzien van een lijst met tanding                                                                                         | Woonhuis                  |                                                    |                | Gentsestraat 14-16             | 51° 16' 47" NB, 4° 3' 9" OL  | 22745  | Meer afbeeldingen |
| Pand met lijstgevel | Woonhuis                  | 19e eeuw                                           |                | Gentsestraat 18                | 51° 16' 47" NB, 4° 3' 8" OL  | 22746  | Meer afbeeldingen |
| Zeer fraai pand met lijstgevel | Woonhuis                  | laatste kwart 19e eeuw                             |                | Gentsestraat 20                | 51° 16' 47" NB, 4° 3' 8" OL  | 22747  | Meer afbeeldingen |
| Pand met rechte gevel, gecementeerd op een hardstenen voet | Woonhuis                  | midden 19e eeuw                                    |                | Gentsestraat 22                | 51° 16' 46" NB, 4° 3' 7" OL  | 22748  | Meer afbeeldingen |
| Pand met rechte gevel, gepleisterd | Woonhuis                  | midden 19e eeuw                                    |                | Gentsestraat 24                | 51° 16' 46" NB, 4° 3' 7" OL  | 22749  | Meer afbeeldingen |
| Dubbelbeukig gebouw, voorzien van een gepleisterde rechte gevel aan de straat en een zadeldak tussen zij-tuitgevels met vlechtingen                            | Woonhuis                  | 1647                                               |                | Gentsestraat 28                | 51° 16' 46" NB, 4° 3' 6" OL  | 22750  | Dubbelbeukig gebouw, voorzien van een gepleisterde rechte gevel aan de straat en een zadeldak tussen zij-tuitgevels met vlechtingen |
| Voormalige refugiehuis "Baudeloo" | Klooster, kloosteronderdl |                                                    |                | Grote Markt 15                 | 51° 16' 48" NB, 4° 3' 22" OL | 22751  | Meer afbeeldingen |
| Stadhuis | Bestuursgebouw en onderdl | 1528-1534, Laurens Keldermans en Willem van Sassen |                | Grote Markt 21                 | 51° 16' 47" NB, 4° 3' 16" OL | 22752  | Meer afbeeldingen |
| 't Gulden Hoofd | Woonhuis                  | 1643                                               |                | Grote Markt 2                  | 51° 16' 48" NB, 4° 3' 12" OL | 22753  | Meer afbeeldingen |
| Fors dwarspand, het zadeldak gevat tussen zijtoppen met vlechtingen                                                                                            | Woonhuis                  |                                                    |                | Grote Markt 4                  | 51° 16' 48" NB, 4° 3' 12" OL | 22754  | Meer afbeeldingen |
| Het Raedthuis | Woonhuis                  | 1632                                               |                | Grote Markt 6                  | 51° 16' 48" NB, 4° 3' 12" OL | 22755  | Meer afbeeldingen |
| Pand met gepleisterde rechte gevel, verticaal verdeeld door blokpilasters en voorzien van een lijst met panelen, omlijste dakkapel                             | Woonhuis                  |                                                    |                | Grote Markt 14                 | 51° 16' 47" NB, 4° 3' 12" OL | 22756  | Meer afbeeldingen |
| Huis Seydlitz | Woonhuis                  | eerste kwart 19e eeuw (nieuwe gevel)               |                | Grote Markt 24                 | 51° 16' 46" NB, 4° 3' 13" OL | 22757  | Meer afbeeldingen |
| Dwarspand met gepleisterde rechte gevel | Woonhuis                  | 18e-19e eeuw                                       |                | Houtmarkt 9                    | 51° 16' 50" NB, 4° 3' 20" OL | 22758  | Meer afbeeldingen |
| Onderkelderd dwarspand met bepleisterde rechte gevel | Woonhuis                  | laatste kwart 19e eeuw                             |                | Korte Nieuwstraat 5            | 51° 16' 50" NB, 4° 3' 12" OL | 22759  | Meer afbeeldingen |
| Onderkelderd dwarspand met hoge kap | Woonhuis                  |                                                    |                | Korte Nieuwstraat 7            | 51° 16' 51" NB, 4° 3' 12" OL | 22760  | Meer afbeeldingen |
| Fors onderkelderd pand met gepleisterde gevel | Woonhuis                  |                                                    |                | Lange Bellingstraat 2          | 51° 16' 45" NB, 4° 3' 15" OL | 22761  | Meer afbeeldingen |
| Pand zonder verdieping dwarspand met gecementeerde gevel, simpele gootlijst, 12-ruits schuifvensters met geprofileerde houten onderdorpels                     | Woonhuis                  |                                                    |                | Lange Bellingstraat 4          | 51° 16' 45" NB, 4° 3' 15" OL | 22762  | Meer afbeeldingen |
| The Red Barrell | Woonhuis                  | 18e eeuw                                           |                | Steenstraat 1                  | 51° 16' 48" NB, 4° 3' 12" OL | 22764  | Meer afbeeldingen |
| Pand met fraaie natuurstenen trapgevel, waterlijsten en toppinakel, gevelsteen met molen                                                                       | Woonhuis                  |                                                    |                | Steenstraat 3                  | 51° 16' 49" NB, 4° 3' 12" OL | 22765  | Meer afbeeldingen |
| Onderkelderd dwarspand | Woonhuis                  | laatste kwart 19e eeuw (rechte gevel)              |                | Steenstraat 5                  | 51° 16' 49" NB, 4° 3' 12" OL | 22766  | Meer afbeeldingen |
| Onderkelderd pand met rechte gevel, op hardstenen plint | Woonhuis                  | 18e eeuw (voordeuromlijsting)                      |                | Steenstraat 7                  | 51° 16' 49" NB, 4° 3' 12" OL | 22767  | Meer afbeeldingen |
| Onderkelderd dwarspand met gecementeerde rechte gevel, lijst met tanding                                                                                       | Woonhuis                  |                                                    |                | Steenstraat 9                  | 51° 16' 49" NB, 4° 3' 11" OL | 22768  | Meer afbeeldingen |
| Onderkelderd dwarspand met gepleisterde rechte gevel op hardstenen plint                                                                                       | Woonhuis                  |                                                    |                | Steenstraat 11                 | 51° 16' 49" NB, 4° 3' 11" OL | 22769  | Meer afbeeldingen |
| Pand met gepleisterde rechte gevel, lijst met tanding | Woonhuis                  |                                                    |                | Steenstraat 19                 | 51° 16' 50" NB, 4° 3' 10" OL | 22770  | Meer afbeeldingen |
| Zeer breed dwarspand, met gepleisterde gedecoreerde lijstgevel                                                                                                 | Woonhuis                  | laatste kwart 19e eeuw                             |                | Steenstraat 23                 | 51° 16' 51" NB, 4° 3' 9" OL  | 22771  | Meer afbeeldingen |
| Pand met rechte lijstgevel op hardstenen plint | Woonhuis                  |                                                    |                | Steenstraat 25                 | 51° 16' 51" NB, 4° 3' 8" OL  | 22772  | Meer afbeeldingen |
| Huis xixc, de bakstenen gevel voorzien van hardstenen plint, hardstenen voordeuromlijsting, 6-ruits schuifvensters met hardstenen onderdorpels en boogstrekken | Woonhuis                  | derde kwart 19e eeuw                               |                | Steenstraat 27                 | 51° 16' 51" NB, 4° 3' 8" OL  | 22773  | Meer afbeeldingen |
| Pand met rechte gevel van -geverfde- metselsteen op geprofileerde hardstenen plint                                                                             | Woonhuis                  |                                                    |                | Steenstraat 29                 | 51° 16' 51" NB, 4° 3' 8" OL  | 22774  | Meer afbeeldingen |
| Pand met rechte gepleisterde gevel | Woonhuis                  | 18e/19e eeuw                                       |                | Steenstraat 31                 | 51° 16' 52" NB, 4° 3' 8" OL  | 22775  | Meer afbeeldingen |
| Zeer breed dwarspand, voorzien van een gepleisterde lijstgevel met hardstenen cordonlijst                                                                      | Woonhuis                  |                                                    |                | Steenstraat 33                 | 51° 16' 52" NB, 4° 3' 7" OL  | 22776  | Meer afbeeldingen |
| 's Landshuis | Woonhuis                  | 1655                                               |                | Steenstraat 37                 | 51° 16' 53" NB, 4° 3' 6" OL  | 22777  | Meer afbeeldingen |
| Sint-Willibrordusbasiliek | Kerk en kerkonderdeel     | tweede helft 15e eeuw                              |                | Steenstraat 2                  | 51° 16' 50" NB, 4° 3' 14" OL | 22778  | Meer afbeeldingen |
| Cambron | Sociale zorg, liefdadigh. |                                                    |                | Steenstraat 14                 | 51° 16' 51" NB, 4° 3' 10" OL | 22779  | Meer afbeeldingen |
| Pand met rechte gevel voorzien van gestucte lijst | Woonhuis                  |                                                    |                | Steenstraat 20                 | 51° 16' 52" NB, 4° 3' 9" OL  | 22780  | Meer afbeeldingen |
| Pand met rechte gevel op hardstenen plint | Woonhuis                  |                                                    |                | Steenstraat 22                 | 51° 16' 52" NB, 4° 3' 8" OL  | 22781  | Meer afbeeldingen |
| Pand met rechte gevel op hardstenen plint | Woonhuis                  |                                                    |                | Steenstraat 24                 | 51° 16' 52" NB, 4° 3' 8" OL  | 22782  | Meer afbeeldingen |
| Vernieuwd dwarspand met 4- en 8-ruits schuifvensters, voordeuromlijsting en bovenlicht, gestucte lijstconsoles                                                 | Woonhuis                  | 18e eeuw (schouwen en pomp)                        |                | Steenstraat 26                 | 51° 16' 53" NB, 4° 3' 7" OL  | 22783  | Meer afbeeldingen |
| De Vier Ambachten (Ten Duinen) | Klooster, kloosteronderdl | 16e eeuw                                           |                | Steenstraat 28                 | 51° 16' 53" NB, 4° 3' 7" OL  | 22784  | Meer afbeeldingen |
| Fraai pand met aan de steenstraat een 5 traveeën brede gevel                                                                                                   | Woonhuis                  | 18e/19e eeuw                                       |                | Steenstraat 30                 | 51° 16' 53" NB, 4° 3' 6" OL  | 22785  | Meer afbeeldingen |
| Percelen deel uitmakend van het voormalige verdedigingsstelsel                                                                                                 | Open verdedigingswerk     |                                                    |                | Perceel vm verdedigingsstelsel | 51° 17' 56" NB, 4° 6' 28" OL | 22786  | Upload foto |
| Percelen deel uitmakend van het voormalige verdedigingsstelsel                                                                                                 | Open verdedigingswerk     |                                                    |                | Perceel vm verdedigingsstelsel | 51° 17' 1" NB, 4° 3' 51" OL  | 22787  | Upload foto |
| Perceel deel uitmakend van het voormalige verdedigingsstelsel                                                                                                  | Open verdedigingswerk     |                                                    |                | Perceel vm verdedigingsstelsel | 51° 17' 14" NB, 4° 4' 31" OL | 22788  | Upload foto |
| Percelen deel uitmakend van het voormalige verdedigingsstelsel                                                                                                 | Open verdedigingswerk     |                                                    |                | Perceel vm verdedigingsstelsel | 51° 17' 40" NB, 4° 5' 0" OL  | 22789  | Upload foto |
| Verdedigingsstelsel | Fort, vesting en -onderdl | 1618-1621                                          |                | Vestingwal verdedigingsstelsel | 51° 16' 52" NB, 4° 3' 30" OL | 22790  | Verdedigingsstelsel |
| Perceel deel uitmakend van het voormalige verdedigingsstelsel                                                                                                  | Open verdedigingswerk     |                                                    |                | Perceel vm verdedigingsstelsel | 51° 17' 56" NB, 4° 6' 28" OL | 22791  | Upload foto |
| Percelen deel uitmakend van het voormalige verdedigingsstelsel                                                                                                 | Open verdedigingswerk     |                                                    |                | Perceel vm verdedigingsstelsel | 51° 17' 56" NB, 4° 6' 28" OL | 22792  | Upload foto |
| Boerenhoeve, het onderkelderd vrijstaand woonhuis is gedekt met pannen zadeldak                                                                                | Boerderij                 |                                                    |                | Tolweg 115                     | 51° 15' 41" NB, 3° 59' 9" OL | 22795  | Boerenhoeve, het onderkelderd vrijstaand woonhuis is gedekt met pannen zadeldak                                                     |
| Maelstede | Archeologisch monument    | Middeleeuwen                                       |                | Koolzaadweg (Clinge)           | 51° 17' 1" NB, 4° 4' 4" OL   | 45653  | Upload foto |
| Groep grafmonumenten | Begraafplaats en -onderdl | 1870-1900                                          |                | Zoutestraat bij 45             | 51° 17' 7" NB, 4° 3' 29" OL  | 509691 | Meer afbeeldingen |
| Grafmonument van Van Waesberghe | Begraafplaats en -onderdl | 1870                                               | H. Dubois      | Zoutestraat bij 45             | 51° 17' 8" NB, 4° 3' 24" OL  | 509692 | Meer afbeeldingen |
| Groep grafmonumenten | Begraafplaats en -onderdl | 1870-1900                                          |                | Zoutestraat bij 45             | 51° 17' 8" NB, 4° 3' 24" OL  | 509693 | Meer afbeeldingen |
| Toegangshek | Begraafplaats en -onderdl | 1870                                               |                | Zoutestraat bij 45             | 51° 17' 8" NB, 4° 3' 24" OL  | 509694 | Meer afbeeldingen |
| Sint Joseph | Klooster, kloosteronderdl | 1910-1911                                          | Aloys Dr. Otto | Carmelweg 2                    | 51° 17' 14" NB, 4° 3' 29" OL | 509701 | Meer afbeeldingen |
| Stadsvilla op rechthoekige plattegrond | Woonhuis                  | 1910                                               |                | Grote Markt 11                 | 51° 16' 47" NB, 4° 3' 17" OL | 509702 | Stadsvilla op rechthoekige plattegrond                                                                                              |